# Torri di Bologna

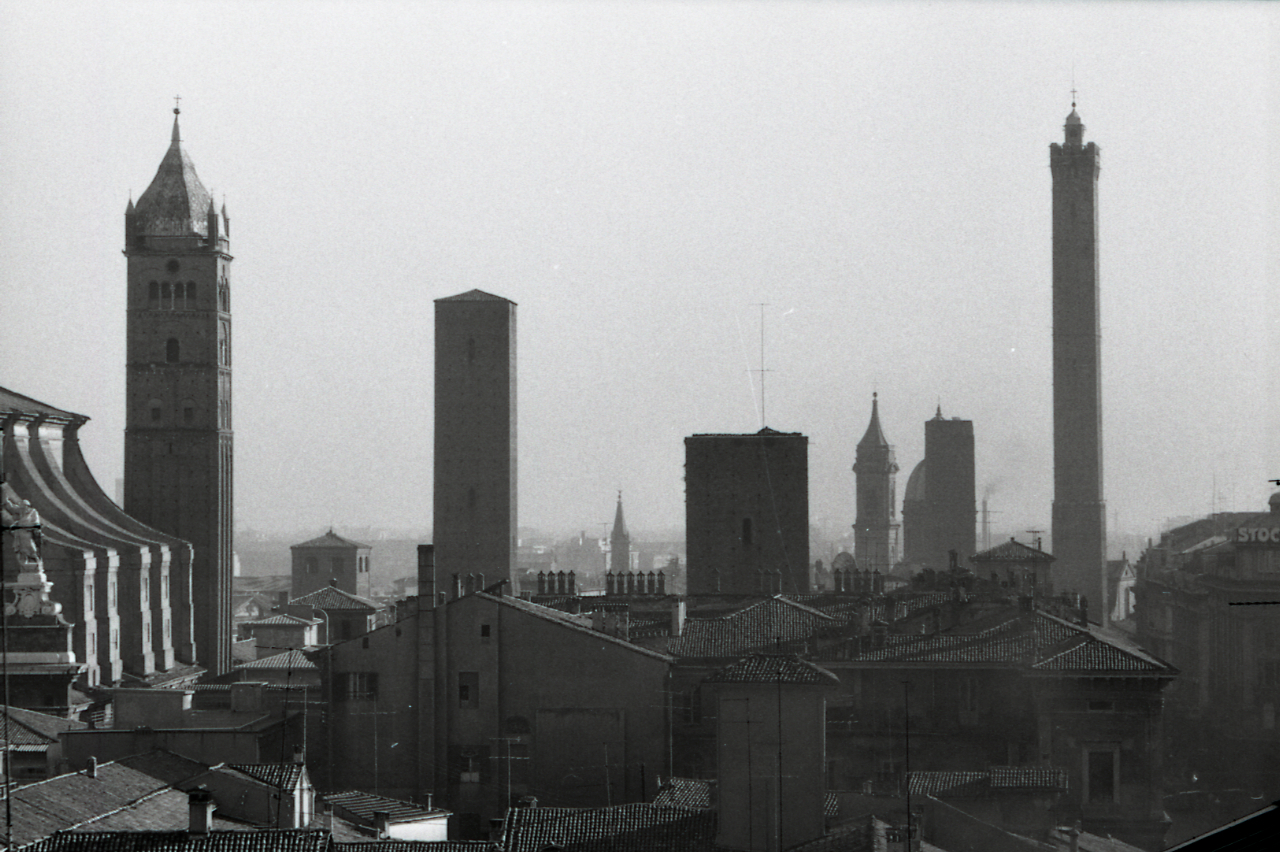
Panorama turrito di Bologna in una foto di Paolo Monti del 1965.

Le torri di Bologna, strutture con funzione sia militare sia gentilizia di origine medievale, sono uno dei tratti più caratteristici della città.
Delle torri presenti in antichità oggi se ne sono salvate ventiquattro. Fra le torri superstiti si possono citare la Torre Azzoguidi, detta Altabella (61 metri di altezza), la Torre Prendiparte, detta Coronata (59,50 m), le torri Scappi (39 m), Uguzzoni (32 m), Torre degli Oseletti (31 m), Guidozagni (20 m), Galluzzi (30 m) e le note "due torri" Asinelli (98 m) e Garisenda (48 m).

## Le torri

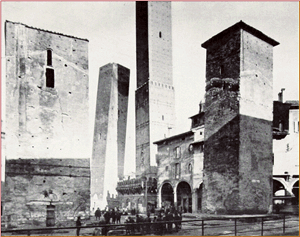
Le torri Artenisi e Riccadonna, abbattute nel 1917-18.

Tra il XII e il XIII secolo il numero delle torri innalzate nella città era molto grande: nel tempo di massima fioritura se ne contavano fino a 100, oggi ne sono sopravvissute 24, le due torri più famose sono la Torre degli Asinelli e quella della Garisenda.
La più pendente delle due torri, la Garisenda, fu citata più volte da Dante, nella Divina Commedia e nelle Rime, a riprova del suo soggiorno a Bologna.

Qual pare a riguardar la Garisenda
sotto 'l chinato, quando un nuvol vada
sovr'essa sì, che ella incontro penda;
tal parve Anteo a me che stava a bada
di vederlo chinare ...
(Dante Alighieri, Divina Commedia, Inferno, XXXI, 136-140)
Non mi poriano già mai fare ammenda
del lor gran fallo gli occhi miei, sed elli
non s'accecasser, poi la Garisenda
torre miraro cò risguardi belli,
e non conobber quella (mal lor prenda)
ch'è la maggior de la qual si favelli...
(Dante Alighieri, Rime, VIII)

Le due torri furono anche oggetto della omonima poesia di Giosuè Carducci contenuta nelle Odi barbare.
Le ragioni per cui vennero innalzate tante torri non sono ancora chiare, ma si pensa che le famiglie più ricche, nel periodo di lotta per le investiture filo-imperiali e filo-papali, le utilizzassero come strumento di offesa e/o di difesa e come simbolo di potere.
Una destinazione prevalentemente abitativa (ma allo stesso tempo difensiva) ebbero invece le cosiddette case-torri, di altezza mediamente più ridotta, dotate di più aperture, di una pianta spesso rettangolare e di mura meno spesse.
Oltre alle torri e alle case-torri, sono ancora visibili alcuni "torresotti", fortificazioni innalzate in corrispondenza delle porte della seconda cerchia di mura del XII secolo (mura dei Torresotti o del Mille), che fu quasi completamente abbattuta.
Nel corso del XIII secolo molte torri furono mozzate o demolite, altre crollarono. In epoche successive furono utilizzate in diversi modi: carceri, torri civiche, negozi, abitazioni. Le ultime demolizioni avvennero nel XX secolo insieme alla cerchia di mura del XIV secolo, secondo un ambizioso e - con gli occhi di oggi - sciagurato piano di ristrutturazione urbanistica (le torri Artenisi e Riccadonna, che sorgevano nel Mercato di Mezzo nei pressi dell'Asinelli e della Garisenda, furono abbattute nel 1919, in precedenza (1918) era stata abbattuta la Conforti).

### Il numero delle torri
Si è molto dibattuto negli anni sul numero di torri che dovevano affollare Bologna nell'antichità, prima delle demolizioni e delle mozzature per evitare il crollo di costruzioni pericolanti.
Il primo a occuparsi in maniera accurata delle torri bolognesi fu il conte Giovanni Gozzadini, senatore del Regno d'Italia, che nel XIX secolo si occupò estesamente della storia cittadina. Gozzadini condusse la sua ricerca basandosi soprattutto sugli archivi cittadini relativi ai documenti di compravendita, cercando di ricostruire un elenco attendibile di torri in base ai passaggi di mano delle stesse. Dal suo conteggio emerse lo strabiliante numero di 180 torri, non tutte erano gigantesche, la maggior parte era presumibilmente sui 24-25 metri, che a confronto con le basse case dell'epoca facevano già grande figura.
Studi più recenti hanno evidenziato come la metodica del Gozzadini tendesse a ricercare il costruttore o il primo proprietario della torre, indicando poi tutti gli altri proprietari nel corso dei secoli, giungendo a un totale di 180 torri tutte in posizioni diverse. Stime condotte con metodi più moderni riducono questo numero a novanta-cento tra torri e case-torri, un valore comunque considerevole considerando il notevole sforzo necessario all'epoca per edificare costruzioni simili.

### La costruzione delle torri
La costruzione delle torri era molto onerosa, nonostante l'utilizzo di servi della gleba.
La pianta della torre era quadrata con fondazioni profonde dai cinque ai dieci metri, consolidate con pali conficcati nel terreno ricoperti di ciottoli e calce.
La base della torre veniva poi costruita con grossi blocchi di selenite e il resto della costruzione veniva innalzato con muri via via più sottili e leggeri procedendo verso l'alto, realizzati in muratura "a sacco", ovvero con un muro interno molto spesso e uno esterno più sottile: la cavità veniva poi riempita con pietre e malta.
Si lasciavano in genere nei muri esterni dei fori per il sostegno delle impalcature e anche dei grandi incavi in selenite per rivestimenti e costruzioni aeree successive, generalmente in legno.
La costruzione di una torre alta 60 metri, a titolo di esempio, richiedeva da un minimo di 3 a un massimo di 10 anni di lavori.

## Le due torri
Le due torri sono il simbolo della città. Entrambe pendenti, sono situate all'incrocio tra le vie che portavano alle cinque porte dell'antica cerchia di mura "dei torresotti".
I nomi di Asinelli (la maggiore) e Garisenda (la minore) derivano dalle famiglie a cui tradizionalmente se ne attribuisce la costruzione, fra il 1109 ed il 1119. In realtà la scarsezza di documenti risalenti ad epoche così remote rende meno certa l'origine delle torri: per quello che riguarda la famiglia degli Asinelli, ad esempio, vengono citati in associazione alla famosa torre per la prima volta solo nel 1185, quasi settant'anni dopo la data presunta di costruzione.
Si ritiene che l'Asinelli inizialmente fosse molto più alta (i muri in cima sono di uno spessore che permetterebbe l'innalzamento di altri 20-25 metri) la sommità che vediamo oggi è dovuta a un rifacimento di epoca Bentivogliesca (1488) che la ridusse agli attuali 97,2 m (con uno strapiombo di 2,2 m).
Il Comune ne divenne il proprietario nel XIV secolo e la utilizzò come prigione e fortilizio. Negli stessi anni intorno alla torre fu realizzata una costruzione in legno, posta a trenta metri da terra e unita con una passerella aerea (distrutta da un incendio nel 1398) alla Garisenda. Si dice che la costruzione fosse voluta da Giovanni Visconti, Duca di Milano, per tenere meglio d'occhio il turbolento Mercato di Mezzo (oggi via Rizzoli) e poter sedare per tempo eventuali rivolte. All'epoca i Visconti avevano preso il potere in Bologna in seguito alla decadenza della Signoria dei Pepoli, e quindi erano invisi alla popolazione.
Gravi danni alla torre furono arrecati da fulmini che spesso causavano incendi o piccoli crolli, e solo nel 1824 fu installato un parafulmine. Sono documentati almeno due gravi incendi a cui la torre è sopravvissuta: il primo nel 1185 (doloso) e il secondo non doloso nel già citato 1398.
Gli scienziati Giovanni Battista Riccioli (nel 1640) e Giovanni Battista Guglielmini (nel secolo successivo) utilizzarono la torre per esperimenti sul moto dei gravi e sulla rotazione della Terra.
In epoca più recente sulla Asinelli fu installato un ripetitore televisivo della RAI. Durante la seconda guerra mondiale, tra il 1943 e il 1945, la torre fu utilizzata con funzioni di avvistamento: quattro volontari si appostavano in cima alla torre durante i bombardamenti al fine di indirizzare i soccorsi verso i luoghi colpiti dalle bombe alleate.
La Garisenda oggi è alta 48 m e ha uno strapiombo di 3,2 m, ma inizialmente era alta circa 60 m e fu mozzata nel 1351 a causa del cedimento delle fondamenta in fase di costruzione (erroneamente si imputa l'inclinazione a un cedimento del terreno o a un terremoto).
A partire dal quattrocento la torre fu acquistata dall'Arte dei Drappieri, che ne diventò poi l'unica proprietaria fino alla fine dell'Ottocento quando divenne proprietà comunale.
Le superfici murarie esterne della Torre Garisenda sono state restaurate fra il 1998 e il 2000; mentre una prima fase del consolidamento delle murature è stata attuata nel 1999-2000.
La Rocchetta dell'Asinelli è stata restaurata nel 1998.
La torre degli Asinelli è nota in quanto torre pendente più alta d'Italia.

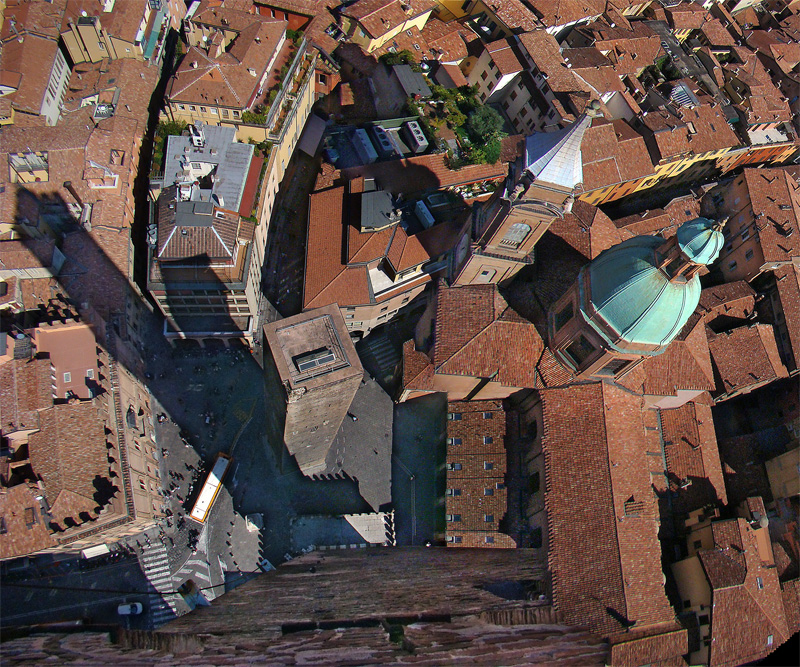
Veduta della Piazza Ravegnana dalla sommità della Torre degli Asinelli.
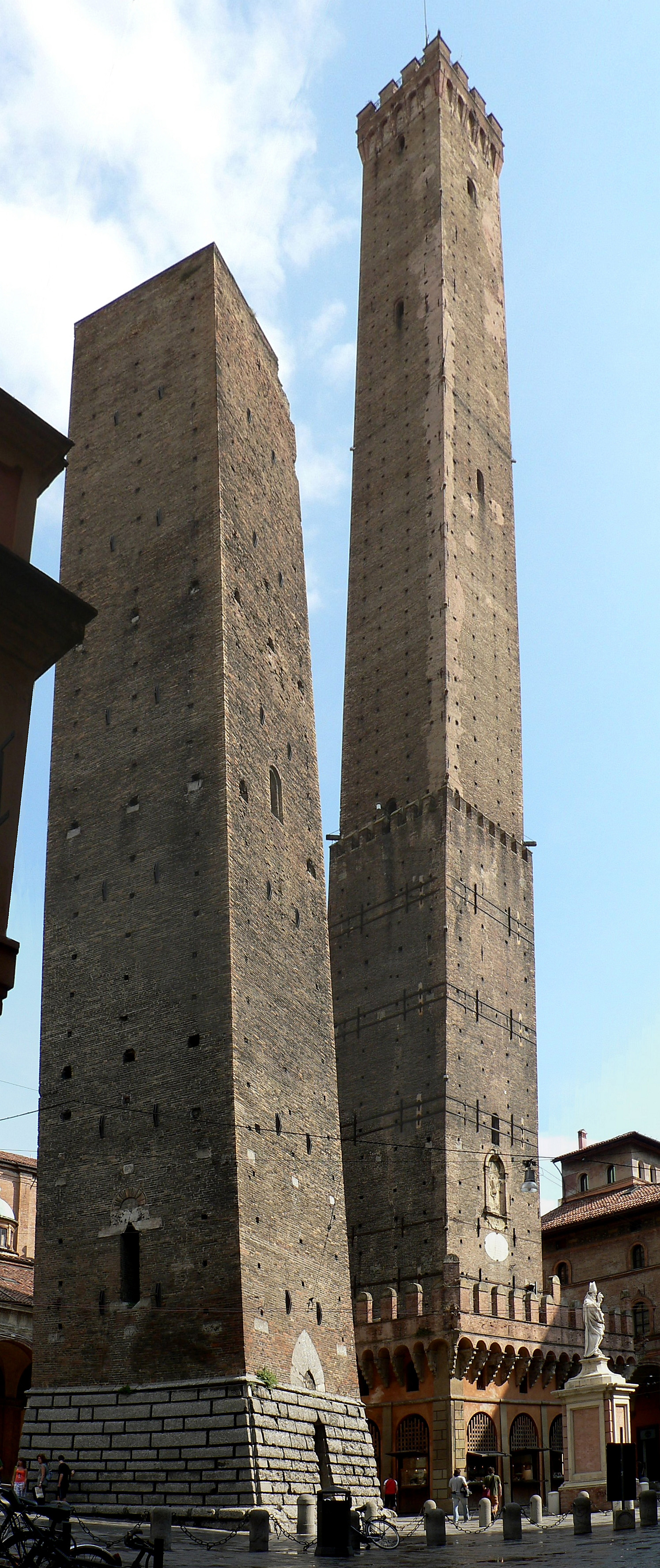
Le due torri (Garisenda a sinistra e Asinelli a destra).
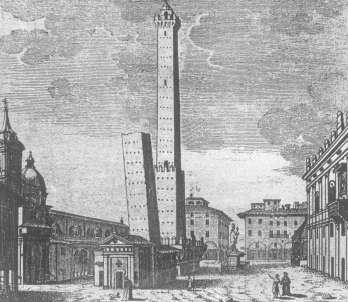
Veduta delle due torri, incisione in rame del 1767.
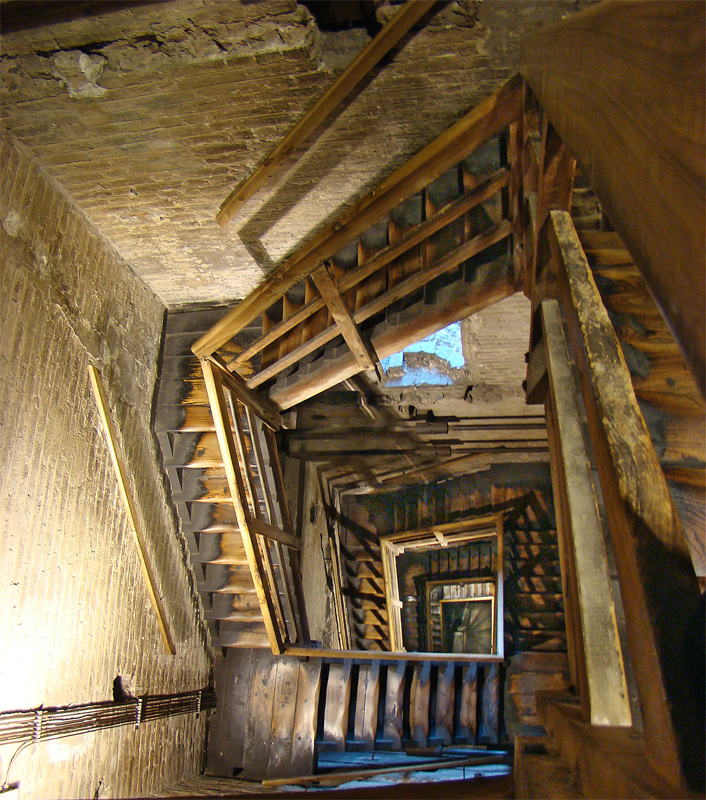
Le scale interne della Torre degli Asinelli.

## Elenco di torri superstiti
| #  | Immagine | Nome                  | Altezza (m) | Anno di completamento      | Note                                    |
| -- | -------- | --------------------- | ----------- | -------------------------- | --------------------------------------- |
| 1  |          | Torre degli Asinelli  | 97,2 m      | 1109-1119                  |                                         |
| 2  |          | Torre degli Azzoguidi | 61 m        | fine XII secolo            |                                         |
| 3  |          | Torre dei Prendiparte | 59,5 m      | XII secolo                 |                                         |
| 4  |          | Torre della Garisenda | 48 m        | 1109 - 1110                |                                         |
| 5  |          | Torre dell'Arengo     | 47 m        | 1200 circa                 |                                         |
| 6  |          | Torre Accursi         | 46,2 m      | metà del XIII secolo       |                                         |
| 7  |          | Torre degli Scappi    | 39 m        | 1219 - 1220                |                                         |
| 8  |          | Torre degli Uguzzoni  | 32 m        | XII-XIII secolo            |                                         |
| 9  |          | Torre dei Galluzzi    | 31 m        | 1257                       |                                         |
| 10 |          | Torre degli Oseletti  | 31 m        | XII secolo                 |                                         |
| 11 |          | Torre dei Conoscenti  | 30 m        | prima metà del XIII secolo |                                         |
| 12 |          | Torre degli Alberici  | 27 m        | XII secolo                 |                                         |
| 13 |          | Torre dei Toschi      | 26 m        | XII secolo                 |                                         |
| 14 |          | Torre Dalle Perle     | 25 m        | -                          | Via Santo Stefano 1, Via Castiglione 2  |
| 15 |          | Torre Lambertini      | 25 m        | 1120-1142                  |                                         |
| 16 |          | Torre dei Ramponi     | 25 m        | 1120-1121                  |                                         |
| 17 |          | Torre dei Carrari     | 22 m        | fine Anni '20              |                                         |
| 18 |          | Torre Ghisilieri      | 22 m        | -                          | Via Nazario Sauro 1, Via Montegrappa 15 |
| 19 |          | Torre Agresti         | 20 m        | -                          | Piazza Galileo 2a                       |
| 20 |          | Torre dei Guidozagni  | 20 m        |                            |                                         |
| 21 |          | Torre Lapi            | 18 m        | -                          | Via IV Novembre                         |
| 22 |          | Torre dei Bertolotti  | 16 m        | XII-XIII secolo            |                                         |
| 23 |          | Torre dei Catalani    | 16 m        | XIII secolo                |                                         |

## Elenco di torri attestate con certezza
- Torre Andalò - Via Farini 4 (resti di m 8 per lato).
- Torre Ariosti - Via Indipendenza 6 (resti di m 6,77 per lato).
- Torre Artenisi - Via Caprarie, angolo (scomparsa) Via Giubbonerie.
- Torre Atticonti - Piazza Re Enzo (resti di m 7,20 per lato).
- Torre Basacomare - Strada Maggiore 37 alta m 24, muri di m 1,90, larga m 6,82 è coperta dal palazzo.
- Torre Biancucci da Medicina - Strada Maggiore 4 (resti in vicolo di fianco a San Bartolomeo, muri di m 2).
- Torre Bolognini - Via Santo Stefano 11 (resti con muri di  0,80).
- Torre Bongiovanni - Via Ugo Bassi 5 (resti di m 8,40 per 7,80, muri di m 1).
- Torre Bonromei - Via Monari 6 (resti di m 8,20 per lato, muri di m 1,05).
- Torre Caccianemici Dall'Orso - Visibile in Via Galliera 25, larga m 4,40, alta m 23.
- Torre Carbonesi - Via Indipendenza 8 (resti di m 6,46 con muro di m 1,40 sotto il sesto arco del portico, venendo da Via Monari.
- Torre Conforti - Via Rizzoli 9, demolita nel 1918.
- Torre Corforati - Via San Vitale, angolo Via Benedetto XIV.
- Torre Corradi - Via Santo Stefano 5-7.
- Torre Dalle Perle - Interna a Palazzo della Mercanzia, visibile dalla Asinelli, larga m 8,88 per m 7,29, muri di m 0,77, alta m 25.
- Torre Foscarari (o Foscherari) - Via Marchesana 2 (resti di m 8,50 per 9, muri di m 0,85).
- Torre Gessi - Via Cesare Battisti 11 (base e porta portati alla luce nel 1980).
- Torre Ghisilieri - Via Ugo Bassi 10/F (resti di m 8,40 per lato, muri di m 1).
- Torre Griffoni - Via Griffoni angolo via Val d'Aposa (resti di m 5 con muri di m 1,05).
- Torre Gualenghi - Via Stradellaccio 5 (resti di m 7 per 5, muri di m 1,22).
- Torre Guarini - Via Oberdan 7, ha un cupolotto in cima e un muro in comune con la torre Radici piccola.
- Torre Ligapasseri - Via Indipendenza angolo Via Dal Monte (larga m 8 per 7,36, muri di m 1,35. La parete della torre era visibile dal vicoletto dietro al palazzo, entrando da Via Donzelle, ora tutto intonacato nascondendo ogni resto).
- Torre dal Lino - Via Rizzoli 16.
- Torre Lodivisi - Via Rizzoli 10 (scarsi resti).
- Torre Lodovisi - Via Oberdan angolo Voltone Tubertini, resti distrutti nei bombardamenti del 1943.
- Torre Magarotti - Strada Maggiore 34 larga m 10 per 9,84, muri di m 1,40.
- Torre Malconsigli - Via Altabella 7, dentro al vicoletto chiuso da cancello, resti larghi m 7,70, muri m 0,70.
- Torre Marcheselli - Via del Carro 4.
- Torre Mezzovillani - Via Altabella 10, resta un muro di m 1,10.
- Torre Mussolini- Strada Maggiore 42, visibile da vicolo Posterla.
- Torre Orsi - Via Rizzoli 7, demolita nel 1913, muri m 0,70, base m 7,70 per lato.
- Torre Orsi - Via Zamboni 2 base m 7,70, resti distrutti nei bombardamenti del 1943-44.
- Torre Oseletti - Via Altabella 3.
- Torre Papazzoni - Piazzetta San Simone 5.
- Torre Pascipoveri - Voltone di Via de' Toschi.
- Torre Pavanesi - Via 4 Novembre 14, resti larghi m 7,95 per 7,18, muri di m 0,90.
- Torre Pepoli - Via Santo Stefano 1/2 in angolo con Via Sampieri, resti larghi m 8,52, muri di m 1,90-1,60, ma nel sottosuolo sono di m 2,65.
- Torre Da Pontecchio - Via San Vitale 4, resti larghi m 6, muri di m 1,20.
- Torre Principi - Piazza Galileo Galilei, sotto il manto stradale, resti di m 8,80 per lato, muri di m 0,93.
- Torre Radici piccola - Via Oberdan 7, ha il muro in comune con la torre Guarini (la torre Radici grande di Via Rizzoli è scomparsa).
- Torre Ramponi - Via Rizzoli 8.
- Torre Riccadonna - Piazza della Mercanzia.
- Torre Rodaldi - Via Santo Stefano 10.
- Torre Da San Giorgio (o Sangiorgi) - Via Canonica 1. Resti larghi m 6,70 per 6,30.
- Torre Scannabecchi - Via Caprarie angolo Via Calzolerie. Resti con muri di m 1,10 distrutti nel 1922.
- Torre Storliti - Via Montegrappa 28. Resti di m 9 per lato, muri di m 1,12.
- Torre Tantidenari - Strada Maggiore 38. Coperta dal palazzo, larga m 7,47, muri di m 1,52.
- Torre Tantidenari - Via Artieri. Demolita nel 1913, larga m 7,20, muri di m 1,30.
- Torre Tencarari - Via Artieri. Era di fronte alla Tantidenari, demolita nel 1913, larga m 7,20, muri di m 1,30.
- Torre Tettalasina - Via Castiglione 8-10 interno Palazzo Pepoli, larga m 9,87 per m 7,97, muri di m 1,60.
- Torre Zovenzoni - Strada Maggiore 32. Larga m 10,60 per 9,85, muri di m 1,40.
- Torre Zovenzoni - Via Drapperie 5.

## Biografia
- Andrea Malossini, Le Torri di Bologna: guida alle torri medievali bolognesi da visitare o immaginare, Bologna, I Libri di Emil, 2017.
- Tiziano Costa, Il grande libro delle torri bolognesi, Bologna, Costa, 2011.
- Fabio Morellato, Le torri di Bologna, Zola Predosa, L'inchiostroblu, 2003.
- Le torri di Bologna. Quando e perché sorsero, come vennero costruite, chi le innalzò, come scomparvero, quali esistono ancora, a cura di Giancarlo Roversi (con testi di F. Bergonzoni, C. De Angelis, P. Nannelli, M. Fanti, G. Fasoli, P. Foschi, G. Roversi), 1989, Edizioni Grafis, Bologna;
- Angelo Finelli, Bologna ai tempi che vi soggiornò Dante (secolo XIII). Aspetto della città con le 180 torri gentilizie allora esistenti. Ricostruzione documentata eseguita in rilievo e particolarmente descritta da Angelo Finelli e l'ultima cerchie murata con vedute di Bologna scomparsa: edifici, strade, piazze, chiese, vie centrali, porte, fossati e mura che cinsero i borghi ricordati da Dante, soppresse nell'anno 1901, Calcara, Arti Grafiche Jolly, 1975.
- Giuseppe Rivani, Le torri di Bologna, Bologna, Tamari, 1966.
- Giovanni Gozzadini, Delle torri gentilizie di Bologna e delle famiglie alle quali prima appartennero, Bologna, Zanichelli, 1875.

## Correlazione
- Lista delle torri e dei campanili più alti d'Italia
- Canali di Bologna
- Mura di Bologna
- Portici di Bologna
- Storia di Bologna

## Progetti
- Wikiquote contiene citazioni di o su Torri di Bologna
- Wikimedia Commons contiene immagini o altri file su Torri di Bologna

## Collegamenti
- Monitoraggio due torri, su comune.bologna.it.
- Bologna La Selva Turrita, su bolognalaselvaturrita.it. URL consultato il 12 novembre 2018 (archiviato dall'url originale il 13 febbraio 2012).
- Mappa delle torri di Bologna su Google Maps, su maps.google.it.
- Le Torri di Bologna raccontate da Marcello Fois, su raiplaysound.it. URL consultato l'8 novembre 2023.